# Reco
Reco (em grego: Ροϊκός; romaniz.: Rhoikos; em latim: Rhoecus), filho de Fileu, foi um escultor e arquiteto da Grécia Antiga, ativo no século VI a.C.. A tradição atribui a ele e a Teodoro de Samos invenção da fundição de estátuas de bronze. Heródoto diz que ele construiu o Heraião em Samos, incendiado em 530 a.C. O Templo de Ártemis em Éfeso possuía uma estátua sua, e seu nome foi encontrado em um fragmento de vaso dedicado por ele a Afrodite.